# Hate That I Love You
Hate That I Love You is een nummer van Rihanna, uitgebracht als vierde single van haar album Good Girl Gone Bad. Het nummer is een duet met r&b-zanger Ne-Yo en is geproduceerd door het duo StarGate.

## Achtergrondinformatie
Ne-Yo, Rihanna en StarGate hebben al eerder met Rihanna gewerkt aan het nummer Unfaithful en werkten ook samen op Take a Bow van de heruitgave van Good Girl Gone Bad. Het nummer werd al in de zomer van 2007 uitgebracht in de Verenigde Staten terwijl Shut Up and Drive hier werd uitgebracht. Nederland volgde pas in januari 2008.
Een Spaanse versie van het nummer, met de titel Cómo odio amarte, lekte uit op 2 december 2007. In deze versie zingt de Spaanse zanger David Bisbal de tekst van Ne-Yo in het Spaans. Deze versie zal worden toegevoegd aan een bonus-cd van Bisbals nieuwe dvd en staat op de Spaanse heruitgave van Good Girl Gone Bad Good Girl Gone Bad: Reloaded.
In Azië werd dan weer gebruikgemaakt van twee andere versies van Hate That I Love You, beide gezongen door Hins Cheung. De ene versie wordt gezongen in het Mandarijn en de ander in het Cantonees. Rihanna's deel werd voor beide versies behouden. De beide nummers zijn te vinden als bonustracks op Good Girl Gone Bad: Reloaded.
Het nummer was genomineerd in twee categorieën bij de vijftigste editie van de Grammy Awards in 2007.

## Tekst en muziek
Het nummer vertelt het verhaal van een stel dat niet zonder elkaar zou kunnen leven, hoewel ze sommige eigenschappen van elkaar niet leuk vinden. Het nummer wordt begeleid door een akoestische gitaar, het refrein heeft een hoog meezinggehalte.

## Videoclip
Regisseur Antony Mandler maakte een videoclip voor het nummer in Los Angeles op 13 augustus 2007. De clip werd uitgebracht in september.
De clip begint als Rihanna in bed ligt in een ruimte, waarschijnlijk een hotelkamer. Ze zoekt door haar kleren, die over de vloer verspreid liggen. Ne-Yo is te zien als hij over straat loopt. Rihanna begint zich aan te kleden wanneer hij binnenkomt. Zij verlaat haar kamer als hij een lift in stapt. Ze komen elkaar tegen, lachen naar elkaar, en lopen door zonder een woord te wisselen. Rihanna gaat naar buiten en loopt naar een auto. Ne-Yo klopt op de deur van zijn nieuw vriendin, die open doet. Rihanna lacht ondertussen naar haar nieuwe date in de auto.

## Tracklist

### Cd-single 1
1. Hate That I Love You (albumversie) – 03:39
2. Hate That I Love You (instrumentaal) – 03:39

### Cd-single 2
1. Hate That I Love You (albumversie) – 03:39
2. Hate That I Love You (K-Klassic Remix) – 07:41

## Hitnotering
| Hate That I Love You in de Nederlandse Top 40 – binnen: 23 februari 2008 | Hate That I Love You in de Nederlandse Top 40 – binnen: 23 februari 2008 | Hate That I Love You in de Nederlandse Top 40 – binnen: 23 februari 2008 | Hate That I Love You in de Nederlandse Top 40 – binnen: 23 februari 2008 | Hate That I Love You in de Nederlandse Top 40 – binnen: 23 februari 2008 | Hate That I Love You in de Nederlandse Top 40 – binnen: 23 februari 2008 | Hate That I Love You in de Nederlandse Top 40 – binnen: 23 februari 2008 | Hate That I Love You in de Nederlandse Top 40 – binnen: 23 februari 2008 | Hate That I Love You in de Nederlandse Top 40 – binnen: 23 februari 2008 | Hate That I Love You in de Nederlandse Top 40 – binnen: 23 februari 2008 | Hate That I Love You in de Nederlandse Top 40 – binnen: 23 februari 2008 | Hate That I Love You in de Nederlandse Top 40 – binnen: 23 februari 2008 | Hate That I Love You in de Nederlandse Top 40 – binnen: 23 februari 2008 | Hate That I Love You in de Nederlandse Top 40 – binnen: 23 februari 2008 |
| Week                                                                     | 1                                                                        | 2                                                                        | 3                                                                        | 4                                                                        | 5                                                                        | 6                                                                        | 7                                                                        | 8                                                                        | 9                                                                        | 10                                                                       | 11                                                                       | 12                                                                       |                                                                          |
| ------------------------------------------------------------------------ | ------------------------------------------------------------------------ | ------------------------------------------------------------------------ | ------------------------------------------------------------------------ | ------------------------------------------------------------------------ | ------------------------------------------------------------------------ | ------------------------------------------------------------------------ | ------------------------------------------------------------------------ | ------------------------------------------------------------------------ | ------------------------------------------------------------------------ | ------------------------------------------------------------------------ | ------------------------------------------------------------------------ | ------------------------------------------------------------------------ | ------------------------------------------------------------------------ |
| Nummer                                                                   | 38                                                                       | 29                                                                       | 23                                                                       | 19                                                                       | 10                                                                       | 10                                                                       | 7                                                                        | 9                                                                        | 17                                                                       | 19                                                                       | 27                                                                       | 34                                                                       | uit                                                                      |

| Hate That I Love You in de Vlaamse Ultratop 50 – binnen 12 april 2008 | Hate That I Love You in de Vlaamse Ultratop 50 – binnen 12 april 2008 | Hate That I Love You in de Vlaamse Ultratop 50 – binnen 12 april 2008 | Hate That I Love You in de Vlaamse Ultratop 50 – binnen 12 april 2008 | Hate That I Love You in de Vlaamse Ultratop 50 – binnen 12 april 2008 | Hate That I Love You in de Vlaamse Ultratop 50 – binnen 12 april 2008 | Hate That I Love You in de Vlaamse Ultratop 50 – binnen 12 april 2008 | Hate That I Love You in de Vlaamse Ultratop 50 – binnen 12 april 2008 | Hate That I Love You in de Vlaamse Ultratop 50 – binnen 12 april 2008 | Hate That I Love You in de Vlaamse Ultratop 50 – binnen 12 april 2008 |
| Week                                                                  | 1                                                                     | 2                                                                     | 3                                                                     | 4                                                                     | 5                                                                     | 6                                                                     | 7                                                                     | 8                                                                     |                                                                       |
| --------------------------------------------------------------------- | --------------------------------------------------------------------- | --------------------------------------------------------------------- | --------------------------------------------------------------------- | --------------------------------------------------------------------- | --------------------------------------------------------------------- | --------------------------------------------------------------------- | --------------------------------------------------------------------- | --------------------------------------------------------------------- | --------------------------------------------------------------------- |
| Nummer                                                                | 33                                                                    | 24                                                                    | 27                                                                    | 23                                                                    | 23                                                                    | 34                                                                    | 48                                                                    | 49                                                                    | uit                                                                   |